# Свети Георги (Лошница)
Вижте пояснителната страница за други значения на Свети Георги.
„Свети Георги“ (на гръцки: Αγίου Γεωργίου) е възрожденска православна църква, енорийски храм на костурското село Лошница (Гермас), част от Костурската епархия на Вселенската патриаршия.
Църквата е разположена сред село (Месохори) и има три периода на строителство. Първият е от около 1650 година. От този храм са оцелели части от резбования иконостас – дясната част на антаблемана и други части, резбован проскинитарий, на който е ценната икона на Богородица Одигитрия и две-три малки преносими икони. Църквата е била широка 4 m и дълга 5-6 m.
Църквата е разрушева и изградена наново в 1761 или в 1768 година според надписа на темелния ѝ камък. Няколко години по-късно, в 1775 година е украсена с изящен резбован иконостас и девет красиви царски икони, дело на анонимни майстори, владишки трон и проскинитарий на Свети Георги. Новият храм е широк и дълъг 6 m.
Около 1880 година и втората църква е разрушена и за кратко време до 1882 година е издигнат нов величествен храм от майстори от Жупан, като църковната утвар, иконостас и мебели от стария храм са прехвърлени в него. На 22 юли 1936 година църквата пострадва частично от пожар, като оцеляват иконостасът, владишкият трон, двата проскинитария и всички преносими икони без една.
Докато управлява Костурската епархия от 1931 до 1936 година митрополит Диодор Сисанийски прехвърля енорията към Сисанийската епархия. На 24 февруари 1974 година енорията е върната към Костурската епархия.
- Свети Христофор, стенопис от ΧΙΧ век
- Икона на Свети Георги, 1775 г.
- Икона на Свети Модест, 1775 г.
- Икона на Свети Георги в северния проскинитарий, 1775 г.
- Исус Христос, стенопис от ΧΙΧ век
- Икона на Успение Богородично, XVII век
- Душата на праведника, 1775 г.